# 이즈마일주

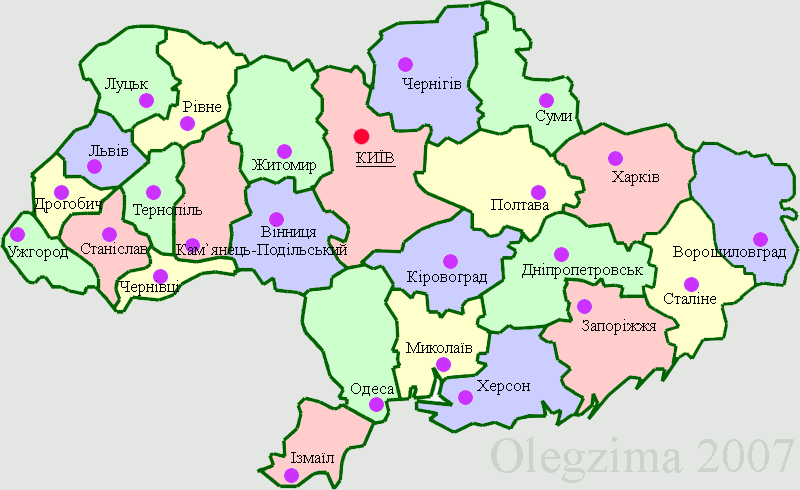
우크라이나 소비에트 사회주의 공화국의 지도 (1946년 ~ 1954년)

이즈마일주(우크라이나어: Ізмаїльська область)는 1940년 8월 7일부터 1954년 2월 15일까지 소련의 우크라이나 소비에트 사회주의 공화국에 있던 주로 주도는 이즈마일이었으며 면적은 13,188km2이었다.
1940년 8월 7일에 아케르만주(우크라이나어: Акерманська область)라는 이름으로 신설되었으며 1940년 12월 1일에 주도가 아케르만(빌호로드드니스트로우스키)에서 이즈마일로 옮겨졌다. 1954년 2월 15일을 기해 오데사주에 합병되면서 소멸되었다.